# Микропроцессорное устройство релейной защиты
Микропроцессорное устройство релейной защиты (сокращённо МП РЗА, иногда ЦРЗА) — устройство релейной защиты, управляющая часть которых реализована на базе микропроцессорных элементов (микроконтроллера).
В настоящее время МП РЗА являются основным направлением развития релейной защиты. Помимо основной функции — аварийного отключения энергетических систем, МП РЗА имеют дополнительные функции по сравнению с устройствами релейной защиты других типов (например, электромеханическими реле) по регистрации аварийных ситуаций. В некоторых типах устройств введены дополнительные режимы защиты, например, функция опережающего отключения синхронных электродвигателей при потере устойчивости, функция дальнего резервирования отказов защит и выключателей. Данные функции не могут быть реализованы на устройствах релейной защиты на электромеханической или аналоговой базе.

## Достоинства и недостатки
К достоинствам МП РЗА относятся:
- Улучшенные показатели быстродействия, чувствительности и надёжности по сравнению с устройствами релейной защиты на электромеханических реле.
- Наличие множества сервисных функций: самодиагностика, регистрация и осциллографирование сигналов, возможность интеграции МП РЗА в АСУТП объекта энергетики и т.д.

К недостаткам МП РЗА относится «обратная сторона медали» использования микроконтроллера — более высокая стоимость и неремонтопригодность (в случае выхода из строя блока управления, экономически целесообразно заменить его целиком). Кроме того, в отсутствие единого стандарта на аппаратуру, МП РЗА различных разработчиков не являются взаимозаменяемыми.